# アンチヒーロー

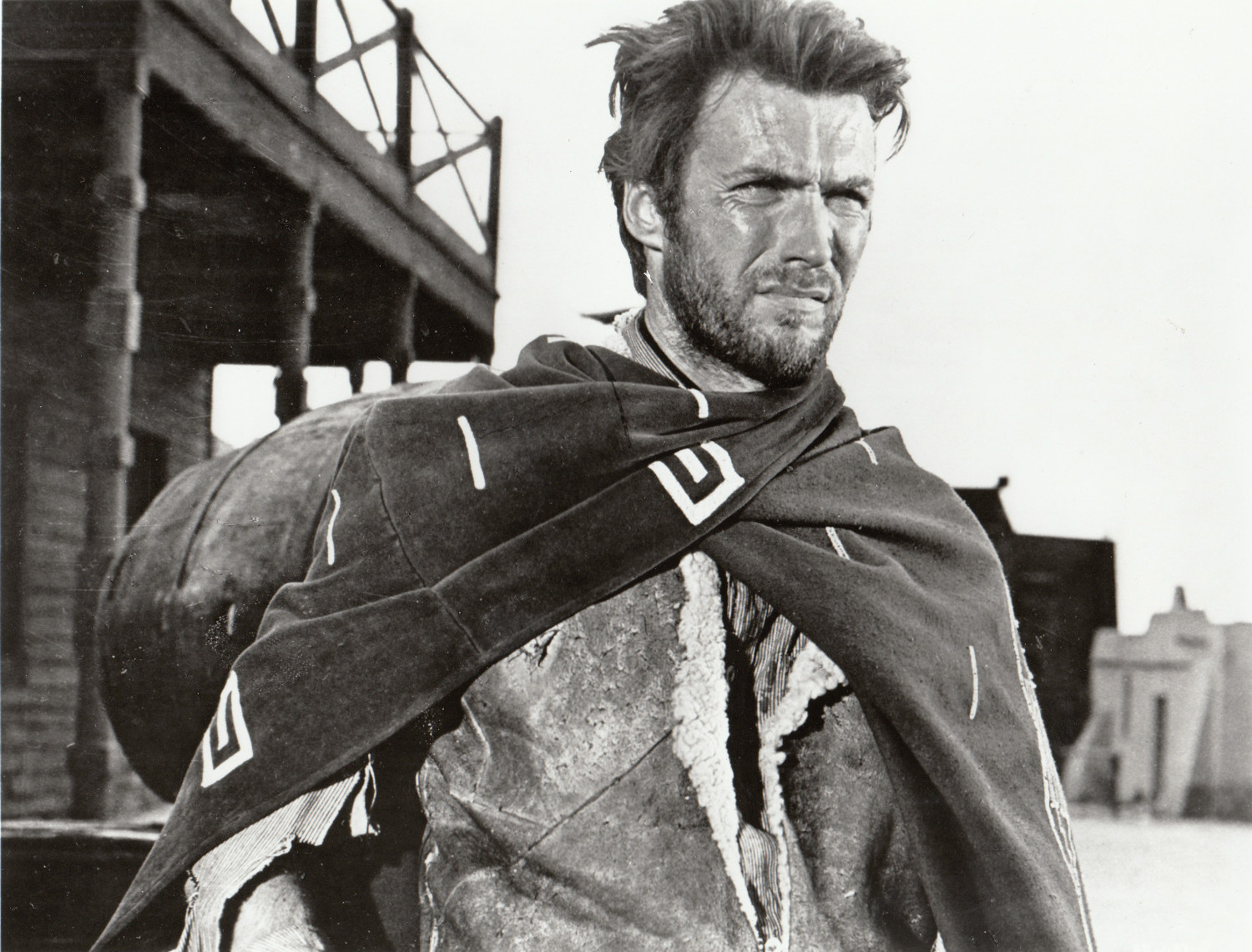
俳優のクリント・イーストウッドは、西部劇『荒野の用心棒』（1964年）で「名無しの男」と称されるアンチヒーローを務めている。

アンチヒーロー（英: antihero）あるいは漢字で反英雄（はんえいゆう）は、フィクション作品における主人公または準主人公の分類のひとつ。女性だとアンチヒロイン（英: antiheroine）。ステレオタイプ的なヒーロー像である「優れた人格を持ち、社会が求める問題の解決にあたる」という部分から大きく逸脱していることが多い。典型的なヒーローの型とは異なるが、ヒーローとして扱われる。アンチヒーローはまた心理学における、自己愛症、精神病質、権謀術数主義など、「ダークトライアド」の性格特性の1つを示すことがある。

## 概要
アンチヒーローは、物語の主要人物だが、理想が高く、勇気があり、道徳的であるようなヒーロー的な分かり易さを持たない者をいう。
ブリタニカ百科事典では以下をアンチヒーローの例に挙げて説明している。
- 『ドン・キホーテ』（ミゲル・デ・セルバンテス）のドン・キホーテ・デ・ラ・マンチャ
- 『トム・ジョーンズ』（ヘンリー・フィールディング）のトム・ジョーンズ
- 『土曜の夜と日曜の朝（英語版）』（アラン・シリトー）のアーサー・シートン

ライトノベル作法研究所の著作『キャラクター設計教室: 人物が動けばストーリーが動き出す!』では、アルセーヌ・ルパンをアンチヒーローの有名な例として挙げている。また、アンチヒーローの大まかな区分として以下の9つ、およびこれらの複合に当てはまると述べている。
1. 自分自身の目的を達成するためには、手段を選ばない。
2. 復讐を目的とし、自身の行為が悪行であると理解しながら、非合法な手段を採る。
3. 社会から求められている正義を成すために、非合法な手段を採る。
4. 性格が人格者とは言い難い。行動様式に人格者とは考え難いものがある。
5. 法律や社会のルールよりも、自分自身で定めた「掟」を優先し、「掟」に従う。
6. 外観や能力が本来的には「悪」に属するものを源とする。
7. 行為も目的も悪であるが、一部の生き方などが読者や視聴者の共感を呼ぶ。
8. ストーリーの主たる部分で称賛される行動を採るが、普段は侮蔑されるような行動をしている。
9. 現状の体制が良い物だとは考えておらず、反体制の姿勢を選択する。

## 歴史
『メリアム＝ウェブスター大学辞典』によれば、「antihero」という語は1714年から使用されている。
アンチヒーローに類する登場人物は古代ギリシアの演劇の中にも見ることができ、世界中の数多くの文学作品の中に登場している。紀元前3世紀にロドスのアポローニオスによって書かれた叙事詩『アルゴナウティカ』のイアーソーンとアルゴナウタイは、他のギリシアの物語に登場する英雄たちよりも臆病で受動的であり、アンチヒーローであると分類する説がある。ローマの風刺、『ドン・キホーテ』などのルネサンス文学、そしてピカレスク小説にもアンチヒーローが見られる。
18世紀には、ロマン主義ヒーローの一形態であるバイロン的ヒーローはアンチヒーローであるとされた。
19世紀のロマン主義文学では、主人公や主要人物が善悪の両面とも持ち合わせるなど、新しいアンチヒーロー像が多く登場する。フョードル・ドストエフスキーの『地下室の手記』では、アンチヒーローを社会批判として用いる手法が確立されている。
アメリカ文学では、『ハックルベリー・フィンの冒険』が最初のアンチヒーローであるとされる。
20世紀の実存主義文学では、アンニュイで、不安や苦悩、疎外感に悩まされる、優柔不断な主人公像が顕著である。例えば、フランツ・カフカの『変身』、ジャン＝ポール・サルトルの『嘔吐』、アルベール・カミュの『異邦人』など。
1950年代には、ジャック・ケルアックやノーマン・メイラーなどのビート・ジェネレーション作家やフィルム・ノワールなどでもアンチヒーローが重要な役割を果たすことが多い。

## ダークヒーロー
大山くまおはダークヒーローを「正統派ヒーローの逆であり、悪徳にまみれ、人格者とは到底呼べないような振る舞いが多く、目的を達成するには手段を選ばず、非合法な行為も辞さないが、自分のルールに従って生きている」とし、以下のダークヒーローを主人公に据えた作品を以下の3つの類型に分類している。
悪が悪を裁く作品
『クロサギ』、必殺シリーズ、『仮面ライダー』、『ワイルド7』、スーサイド・スクワッドシリーズなど。
主人公も悪であり、別の悪を成敗しているからといって主人公自身も自分たちに「正義」があるとは考えていない。
ダークヒーローを通して悪徳な現実を描く品
『仁義なき戦い』シリーズ、カイジシリーズ、『デス・レース2000年』、『サイボーグ009』、『スカム』、『闇金ウシジマくん』など。
主人公も主人公と敵対する人物も共に反社会的な人間たちである悪徳の世界を描くことで、視聴者や読者に怖いもの見たさのスリルを提供したり、作品中に登場する社会的な落伍者たちを反面教師にしたり、蔑むことによる楽しみ方を与える作品。
悪党にも事情があることを描いた外伝的な作品
『ジョーカー』、『クルエラ』、『マレフィセント』といった作品の「悪役」を主人公に据えた作品。
主人公が悪役になった経過を成育環境や現実社会にもある社会の歪みとして描くことで視聴者や読者の共感を得る。

### 韓国ドラマ
韓国では従来から『一枝梅』、『洪吉童』といった義賊を主人公にした作品に人気があった。「利己的に見えるが、庶民や弱者のため悪と戦う」という単なる正義の味方ではなく、悪役的な魅力を兼ね備えたヒーローを主人公に据えたドラマ作品の人気が2020年頃から高まり、『熱血司祭』（2019年）、『ヴィンチェンツォ』（2021年）、『模範タクシー』（2021年）、『イカゲーム』（2021年）といったダークヒーローを主人公にしたドラマ作品が次々と作られた。